# Örkeneds församling
Örkeneds församling er en menighed i Östra Göinge provsti i Lunds stift. Menigheden ligger i Osby kommun i Skåne län og udgør et eget pastorat.
Før kommunreformen 1862 lå både de kirkelige og verdslige opgaver under Örkeneds socken. Ved reformen blev Örkeneds landskommun og Örkeneds församling oprettet og opgaverne delt. Landskommunen indgik 1974 i Osby kommun.
Menigheden var indtil 1868 annekssogn til Glimåkra menighed, hvorefter Örkened blev en selvstændigt menighed.
56°23′52″N 14°19′26″Ø / 56.39778°N 14.32389°Ø